# الرابطة الظهرية
الرابطة الظهرية هي منطقة داخل قشرة الفص الجبهي الإنسي الظهرية، تشير الأبحاث إلى أنها تلعب دورًا في الحفاظ على المعلومات ومعالجتها، فضلاً عن دعم التحكم في الوظائف المعرفية مثل السلوك والذاكرة وحل النزاعات، ارتبطت زيادة الاتصال بشكل غير طبيعي بين هذه الشبكات من خلال الرابط الظهري بأنواع معينة من الاكتئاب، يمكن التعرف على النشاط الناتج عن هذا المستوى العالي غير الطبيعي من الاتصال أثناء حالة الاكتئاب من خلال التصوير بالرنين المغناطيسي (MRI) والتصوير المقطعي بالإصدار البوزيتروني (PET).

## التشريح والوظيفة
تنقسم الشبكة الاتصالات للدماغ إلى شبكات مختلفة تتيح الاتصال بين الهياكل المختلفة: شبكة التحكم المعرفي أو الشبكة التنفيذية، والشبكة العاطفية أو الشبكة الجسدية، وشبكة الوضع الافتراضي، بحيث هذه المناطق تعتمد على الرابطة الظهرية للتواصل، يقع EN في قشرة الفص الجبهي الظهراني والقشرة الجدارية الجانبية، وهو مسؤول عن صيانة المعلومات ومعالجتها في الذاكرة العاملة، يلعب EN أيضًا دورًا مهمًا كدعم للسلوكيات التكيفية الموجهة نحو الهدف، وهذا هو السبب في أنه يشار إليه بالعامية باسم "حل المشكلات"، تشمل اتصالات الشبكة العاطفية بين المنطقة الحوفية والمناطق تحت القشرية، وهي مهمة أثناء حالات الخوف واليقظة، وكذلك للتنظيم اللاإرادي، كما أنه يولد الأحاسيس الجسدية التي تصاحب المشاعر، يكون الوضع الافتراضي أكثر نشاطًا عندما يكون الدماغ في حالة راحة، أو عندما يتواصل الشخص اجتماعيًا، بينما يتناقص نشاطها أثناء أداء المهام المتطلبة معرفيًا.

## تشخيص الاكتئاب الذي يصاحب الرابطة الظهرية
تسمح تقنيات التصوير العصبي بتصوير الجهاز العصبي في الجسم الحي، وتسمح للعلماء باستكشاف هياكل ووظائف الدماغ البشري في الطب النفسي العصبي، تسمح تقنيات التصوير العصبي مثل التصوير بالرنين المغناطيسي والتصوير المقطعي بالإصدار البوزيتروني بتحديد الشبكات المختلفة المتورطة في أمراض مختلفة، وفي حالة الاكتئاب، فإن أجزاء من ثلاث شبكات مختلفة (شبكة التحكم المعرفي، وشبكة الوضع الافتراضي، والشبكة العاطفية) التي ترتبط بحل النزاع واتخاذ القرارات والسلوك وتنظيم الذاكرة والتخطيط المستقبلي تقدم وظيفة متزايدة في التصوير بالرنين المغناطيسي، بحيث تقاربت شبكات الاتصال الثلاث المتزايدة هذه على وجه التحديد على الرابطة الظهرية، تتميز الرابطة الظهرية بتوصيلية عالية للغاية مع مناطق كبيرة بما في ذلك القشرة الظهرية الوحشية قبل الجبهية والقشرة الأمامية الجبهية الظهرية الوسطى والقشرة الأمامية الجبهية البطنية والقشرة تحت الجينية والقشرة الحزامية الخلفية والحزامية. نظرًا لأنه يمكن تحديد هذه الشبكات لكل فرد بناءً على قوة الارتباط بموقع أولي مسبق، يمكن تقييم الفروق الإحصائية الجماعية في الشبكات على أساس الصورة على نطاق واسع.

## العلاج
يهدف علاج أعراض الاكتئاب إلى تقليل الخلل الوظيفي الذي يمكن أن يعاني منه المرضى في أي مجال من مجالات حياتهم والسيطرة عليه، يعتمد اختيار العلاج على احتياجات المريض ويمكن أن يشمل الأدوية وغيرها من العلاجات المماثلة بغض النظر عن العلاج المختار، من الضروري مراعاة الآثار الجانبية المحتملة، في حالة الاكتئاب المرتبط بالترابط الظهري والتركيبات الأخرى المرتبطة به، فإن العلاجات قصيرة الأمد جيدة التحمل بشكل عام ويمكن عكس أي ضرر.فإن تقليل الاتصال المتزايد قد يلعب دورًا في تقليل أعراض الاكتئاب وبالتالي يمثل هدفًا علاجيًا محتملاً للاضطرابات العاطفية.
نظرًا لأن الغلوتامات هو الناقل العصبي الأكثر وفرة والأكثر إثارة في الدماغ، فمن المحتمل أن تؤثر التغيرات الفيزيولوجية المرضية في إشارات الجلوتامات على اللدونة السلوكية العصبية ومعالجة المعلومات والتغيرات واسعة النطاق في الاتصال الوظيفي للدماغ، يلعب الكيتامين وهو مخدر عام سريع المفعول مشتق من فنسيليدن ويستخدم كمحفز للأطفال، دورًا غير معروف في ديناميات الشبكة العصبية في الدماغ السليم، إن إعطاء الكيتامين في الدماغ غير الطبيعي لديه القدرة على تقليل الوظيفة المتزايدة للشبكات التي تظهر في الاكتئاب، يمكن تفسير الإمكانات العلاجية للكيتامين من خلال عكس الاضطرابات في نظام الجلوتامات واستعادة أجزاء من التوازن السلوكي العصبي المعطل حيث حدثت العديد من التشوهات الهيكلية والاستقلابية والوظيفية، تؤدي علاجات الكيتامين طويلة المدى إلى ضعف إدراكي بما في ذلك مشاكل الذاكرة قصيرة المدى والذاكرة البصرية واللفظية. من ناحية أخرى ، فإن العلاجات قصيرة الأمد جيدة التحمل بشكل عام ويمكن عكس أي ضرر.
يقلل العلاج بالصدمات الكهربائية (ECT) بشكل كبير من الاتصال الوظيفي بين قشرة الفص الجبهي الظهرية (الرابطة الظهرية) والقشرة الحزامية الأمامية، وقشرة الفص الجبهي الإنسي، والمناطق الأخرى المتورطة في الاكتئاب الشديد، على الرغم من استخدام العلاج بالصدمات الكهربائية كعلاج للاكتئاب منذ عام 1930، إلا أن له العديد من الآثار الجانبية مثل فقدان الذاكرة والارتباك وصعوبة تكوين ذكريات جديدة، بسبب هذه الأسباب يقتصر هذا النوع من العلاج على المرضى المصابين بأضرار بالغة.